# 代姆巴赫
代姆巴赫（德語：Dermbach，發音：[ˈdɛʁmbax]）是德国图林根州瓦特堡县的市镇，面积91.96平方千米，2023年12月31日人口为7,020人。2019年1月1日，市镇布伦哈茨豪森、迪多夫、奈德哈茨豪森、施塔特伦斯费尔德、乌恩斯豪森和伦山区采拉并入代姆巴赫。